# Barry Hines
Melvin Barry Hines (* 30. Juni 1939 in Hoyland bei Barnsley; † 18. März 2016 in South Yorkshire, England) war ein britischer Schriftsteller und Drehbuchautor. Er wurde vor allem durch seine sozialkritischen Romane namhaft. Sein bekanntestes Werk ist A Kestrel for a Knave, als Film erfolgreich geworden unter dem Titel Kes.

## Leben und Werk
Barry Hines wurde 1939 in Hoyland, einer kleinen Bergarbeiter-Stadt in Nordengland, als älterer von zwei Söhnen eines Bergmanns unter einfachen Verhältnissen geboren. In seiner Jugend spielte Hines Fußball für das englische Grundschul-Nationalteam. Ohne Abschluss verließ er mit 15 Jahren die Schule und wurde zunächst Bergmann wie sein Vater. Doch schon am ersten Arbeitstag fürchtete er sich vor der Dunkelheit und ein Bekannter fragte ihn, ob Bergmann denn der beste Beruf sei, den er mit seinem Potenzial hätte bekommen können. Nach dieser Bemerkung kehrte Hines zur Schule zurück und machte einen guten Abschluss. Er studierte am Loughborough Training College und unterrichtete nach dem Studium für zwei Jahre als Lehrer in London, ehe er in seine Heimat Nordengland zurückkehrte. Während seiner Zeit an der Longcar Central School in Barnsley schrieb Hines seine ersten Werke in der Schulbibliothek nach Unterrichtsschluss. Als ihm später Erfolg beschieden war, gab Hines seine Lehrerstelle auf und wurde ganz Schriftsteller.
In seinen sozialkritischen Werken setzte sich Hines vor allem mit der schwierigen Lage der englischen Arbeiterklasse auseinander. Den größten Erfolg feierte er mit seinem zweiten Roman A Kestrel for a Knave (1968) über den sozial benachteiligten Arbeiterjungen Billy Caspar, der sich mit einem Turmfalken namens Kes anfreundet. Bei der erfolgreichen Verfilmung Kes (1969) durch Ken Loach war Hines ebenfalls als Drehbuchautor beteiligt. Wegen der realitätsnahen und klaren Schilderungen kamen sowohl Buch als auch Film bei den Arbeitern in Nordengland gut an, bis heute wird A Kestrel for a Knave immer wieder im englischen Schulunterricht gelesen. Regisseur Ken Loach brachte anschließend noch drei andere Werke von Hines auf die Leinwand, wobei dieser jeweils am Drehbuch beteiligt war. In seinen späteren Werken konnte Hines an den Erfolg von Kes weitgehend anknüpfen und veröffentlichte bis in die 2000er-Jahre weitere Romane und Kurzgeschichten, die sich zumeist ebenfalls mit Sozialthemen beschäftigten. Zusätzlich arbeitete Hines noch weitere Male als Drehbuchautor, etwa bei dem preisgekrönten Fernsehfilm Tag Null von 1984.
Barry Hines wurde 2010 mit der Ehrendoktorwürde der University of Sheffield ausgezeichnet. Er starb im März 2016 im Alter von 76 Jahren nach einer Alzheimer-Erkrankung. Der Autor war seit 1980 in zweiter Ehe verheiratet und hatte zwei Kinder.

## Romane
- The Blinder (1966)
  - dt.: Der Champion, Verlag Volk und Welt, Berlin 1974
- A Kestrel for a Knave (1968)
  - dt.: Und fing sich einen Falken, Verlag Volk und Welt, Berlin 1973
- First Signs (1972)
- The Gamekeeper (1975)
- The Price of Coal (1979)
- Looks and Smiles (1981); auch bei Diesterweg, Frankfurt am Main 1989
- Unfinished Business (1983)
- The Heart of It (1994)
- Elvis over England (1998)
- This Artistic Life (2009)

## Drehbücher
- 1969: Kes (Drehbuch zum eigenen Werk)
- 1976: Centre Play (Fernsehserie, eine Folge)
- 1971, 1973, 1977: Play for Today (Fernsehserie)
- 1977: The Price of Coal (Fernseh-Zweiteiler, Drehbuch zum eigenen Werk)
- 1980: The Gamekeeper (Drehbuch zum eigenen Werk)
- 1981: Looks and Smiles – Erwartungen und Enttäuschungen ( Looks and Smiles) (Drehbuch zum eigenen Werk)
- 1984: Tag Null (Threads)
- 1990: Torjäger im Abseits (Shooting Stars)
- 1992: Screen One (Fernsehserie, eine Folge)
- 1992: Eine Frau und zehn Männer (Born Kicking)
- 2001: The Navigators (als Script Editor)